# Zymohiria
Zymohiria (em ucraniano:  Зимогір'я, em russo:  Зимогóрье) é uma cidade da Ucrânia, situada no Oblast de Luhansk. Tem 8,56 km² de área e sua população em 2020 foi estimada em 9.807 habitantes.